# Правила за транскрипция и правопис на казахските географски имена
Казахските географски имена на български език се предават съобразно официалния казахски правопис. Диалектните особености не се вземат предвид при предаването им на български.
Съвременната казахска азбука е базирана на кирилицата и се състои от следните букви:
А а, Ә ә, Б б, В в, Г г, Ғ ғ, Д д, Е е, Ё ё, Ж ж, З з, И и, Й й, К к, Қ қ, Л л, М м, Н н, Ң ң, О о, Ө ө, П п, Р р, С с, Т т, У у, Ұ ұ, Ү ү, Ф ф, Х х, Һ һ, Ц ц, Ч ч, Ш ш, Щ щ, Ъ ъ, Ы ы, І і, Ь ь, Э э, Ю ю, Я я
Буквите в, ё, ф, х, һ, ц, ч, ъ, ь и э не се срещат в изконно казахски думи, а само в заимствани от чужди езици. При необходимост на български се предават чрез:
- в→в
- ё→йо/ьо
- ф→ф
- х→х
- һ→х
- ц→ц
- ч→ч
- ъ→пропуска се
- ь→пропуска се
- э→е

## 1. Предаване на гласни
а се предава със същата буква а:
- Алабас – Алабас
- Басадыр – Басадър
- Жайма – Жайма

ә се среща главно в първата сричка на думата и се предава с буквата а:
- Әдбиет – Адебиет
- Мәстек – Мастек

е се предава със същата буква е:
- Еспе – Еспе
- Дегерес – Дегерес

и се предава със същата буква и:
- Имантау – Имантау
- Жиренат – Жиренат

о и ө се срещат само в първата сричка на думата и се предават с буквата о:
- Ойтал – Ойтал
- Өзек - Озек
- Төретам – Торетам

у се предава със същата буква у:
- Туражол – Туражол
- Науалы - Науалъ
- Көксу – Коксу

ұ и ү се срещат само в първата сричка на думата и се предават с буквата у:
- Ұзынтау – Узънтау
- Тұзды – Туздъ
- Үйгентас – Уйгентас
- Бүйректал – Буйректал

ы се предават с буквата ъ:
- Ынталы – Ънталъ
- Жыланды - Жъландъ
- Шыбанды – Шъбандъ
- Ащысай – Ашшъсай
- Айыртау – Айъртау

Забележка: не се предава при съчетанието ауы:
- Дауыл – Даул

і се предават с буквата и:
- Ірижар – Ирижар
- Тіксай – Тиксай
- Діңгек – Дингек
- Жетібай – Жетибай
- Кендір – Кендир
- Киіктау – Кииктау
- Үйірме – Уйирме

Забележка: не се предава при съчетанието әуі и еуі:
- Дәуіт – Даут
- Ереуіл – Ереул

ю и я се предават със същите букви ю и я:
- Аюлы – Аюлъ
- Аякөз – Аякоз

## 2. Предаване на съгласни
Буквите б, д, ж, з, м, н, п, р, с, т, ш се предават със същите букви без промяна:
- Бадам – Бадам
- Жамантас – Жамантас
- Зеренді – Зеренди
- Талдыеспе – Талдъеспе
- Шөміш – Шомиш

г и к се срещат само в думи с меки гласни (ә, е, і, ө, ү) и се предават със същите букви:
- Егінді – Егинди
- Көкпекті – Кокпекти

ғ и қ се срещат само в думи с твърди гласни (а, ы, о, ұ) и се предават с буквите г и к:
- Сағыз – Сагъз
- Шағалалы – Шагалалъ
- Қарабұлақ – Карабулак
- Шақпақ – Шакпак

Забележка: само в думата қазақ и производните ѝ буквата қ от втората сричка по изключение се предава чрез х:
- Қазақтөбе – Казахтобе
- Қазақстан – Казахстан

й се предава със същата буква й:
- Айдарлы – Айдарлъ
- Түйесойған – Туйесойган
- Кайынды – Кайъндъ
- Күйіккөл – Куйиккол

л се предава със същата буква л:
- Айдарлы – Айдарлъ
- Түйесойған – Туйесойган
- Келтемашат – Келтемашат
- Күмісткікөл – Кумистикол
- Сілеті – Силети

ң се предава с буквата н:
- Қоңыр – Конър
- Өлеңді – Оленди
- Өлеңті – Оленти

Забележка: с изключение на Тәңір и Теңіз се предава чрез нг:
- Тәңір – Тангир/Тангра
- Теңіз – Тенгиз

щ се среща изключително рядко и в тези случаи се предава с чрез шш:
- Ащыкөл – Ашшъкол
- Тұщыбас – Тушшъбас

## 3. Изключения от правилата в настоящата инструкция са следните топоними
| на казахски | по инструкция | наложилo се по традиция      |
| Алматы      | Алматъ        | Алмати, град                 |
| Байқоңыр    | Байконър      | Байконур, град               |
| Балқаш      | Балкаш        | Балхаш, езеро                |
| Ембі        | Емби          | Емба, река                   |
| Қарағанды   | Карагандъ     | Караганда, град              |
| Орал        | Орал          | Урал, град и река            |
| Тәңір(і)    | Танир(и)      | Тангра/Тенгри, божество/връх |
| Теңіз       | Тениз         | Тенгиз, езеро                |
| Шу          | Шу            | Чу, река                     |
| Шыңғызтау   | Шънгъзтау     | Чингизтау, хребет            |
| ----------- | ------------- | ---------------------------- |

## 4. Географските термини с афикс за принадлежност
Географските термини с афикс за принадлежност в съчетанията с предшестващи собствени имена, нямащи афикс за родителен падеж, се превеждат ако преводът е способен да даде точното значение на тези термини, например:
- Ақбас көлі – езеро Акбас
- Қордай асуы – проход Кордай
- Асанбай құдығы – кладенец Асамбай
- Ереймен тауы – планина Ереймен

## 5. Различителни определения
Различителните определения от рода үлкен, ұлы: голям; кіші, кішкене, бала: малък; жақсы: добър; жаман: лош; шет: краен, далечен; орта: среден, и др. предшестващи географското название, се транскрибират, но шығыз: северен; батыс: западен; солтүстік: северен и оңтүстік: южен, се превеждат:
- Үлкен Қаракөл – Улкен Каракол
- Кіші Қайыңды – Киши Кайъндъ
- Жақсы Жаркөл – Жаксъ Жаркол
- Жаман Коянды – Жаман Кояндъ
- Шет Теректі – Шет Теректи

но:
- Батыс Қазақстан – Западен Казахстан
- Шығыз Қазақстан – Източен Казахстан

## 6. Таблица
| Казахска кирилица | Транскрипция на българска кирилица | Коментари |
| А а               | а                                  | |
| Ә ә               | а                                  | |
| Б б               | б                                  | |
| В в               | в                                  | Липсва в изконно казахски думи |
| Г г               | г                                  | |
| Ғ ғ               | г                                  | |
| Д д               | д                                  | |
| Е е               | е                                  | В руския вариант в началото на думата се допуска йотация. Съгласно Наредба № 6 за транскрипция и правопис на чужди географски Чл. 8. (2) не се отбелязва йотацията пред гласната "и" и пред "е".                                                                                             |
| Ё ё               | йо/ьо                              | Липсва в изконно казахски думи В руския вариант е без изменение |
| Ж ж               | ж                                  | |
| З з               | з                                  | |
| И и               | и                                  | |
| Й й               | й                                  | |
| К к               | к                                  | |
| Қ қ               | к                                  | С изключение на қазақ → казах и производните му, където қ във втората сричка се предава с буквата х |
| Л л               | л                                  | В руския вариант крайното л винаги е меко → ль. Съгласно Наредба № 6 за транскрипция и правопис на чужди географски имена Чл. 7. (2) Пред "е" и "и", в краесловие и в средата на географското име след съгласна мекостта на чуждите съгласни не се отразява при транскрипцията на български. |
| М м               | м                                  | |
| Н н               | н                                  | |
| Ң ң               | н                                  | С изключение на Теңіз → Тенгиз, Тәңір → Тaнгрa |
| О о               | о                                  | |
| Ө ө               | о                                  | |
| П п               | п                                  | |
| Р р               | р                                  | |
| С с               | с                                  | |
| Т т               | т                                  | |
| У у               | у                                  | |
| Ұ ұ               | у                                  | |
| Ү ү               | у                                  | |
| Ф ф               | ф                                  | Липсва в изконно казахски думи |
| Х х               | х                                  | Липсва в изконно казахски думи |
| Һ һ               | х                                  | Липсва в изконно казахски думи |
| Ц ц               | ц                                  | Липсва в изконно казахски думи |
| Ч ч               | ч                                  | Липсва в изконно казахски думи |
| Ш ш               | ш                                  | |
| Щ щ               | шш                                 | В руския варинат е без промяна |
| Ъ ъ               | не се предава                      | Липсва в изконно казахски думи В руския вариант е без промяна |
| Ы ы               | ъ                                  | След съчетанието ауы се изпуска: Дауыл → Даул В руския вариант е без промяна |
| І і               | и                                  | След съчетанията әу, еу се изпуска |
| Ь ь               | не се предава                      | Липсва в изконно казахски думи В руския вариант е без промяна |
| Э э               | е                                  | Липсва в изконно казахски думи В руския вариант е без промяна |
| Ю ю               | ю                                  | |
| Я я               | я                                  | |
| ----------------- | ---------------------------------- | --- |